# Cassipourea lanceolata
Cassipourea lanceolata là một loài thực vật có hoa trong họ Rhizophoraceae. Loài này được Tul. mô tả khoa học đầu tiên năm 1856.